# Сокол (спецподразделение МВД Украины)
Специальный отряд быстрого реагирования «Сокол» (укр. Відділ швидкого реагування «Сокіл», УБОЗ) — специальные подразделения Управления по борьбе с организованной преступностью УМВД областей Украины, в задачу которого входило силовое обеспечение оперативно-розыскных мероприятий, проводимых сотрудниками УБОП.

## История
Комплектуется сотрудниками подразделений милиции и национальной гвардии, имеющими достаточную психологическую и физическую подготовку, высокие профессиональные навыки.

## Деятельность
«Сокол» привлекается к проведению специальных мероприятий по ликвидации бандформирований, организованных преступных группировок и их лидеров, задержанию членов вооруженных преступных групп, освобождению заложников, участию в антитеррористических операциях и для физической защиты источников оперативной информации.
Только за первые 15 лет деятельности сотрудники отрядов «Сокол» провели 6,5 тыс. операций, участвовали в задержании 9000 злоумышленников и 250 лидеров организованных преступных групп
- так, 20 августа 2008 года в Киеве сотрудники спецподразделения «Сокол» задержали мужчину, пытавшегося захватить в заложники двух девушек[5]
- в октябре 2008 года на трассе Одесса — Киев в Одесской области сотрудниками спецподразделения был задержан вооружённый пистолетом криминальный авторитет «Заяц»[6]
- в январе 2011 года в Одессе сотрудники спецподразделения «Сокол» обеспечивали безопасность сотрудников УБОП, которые осуществляли выемку бухгалтерской документации Одесского аэропорта в рамках уголовного дела о незаконной конвертации бюджетных средств[7]
- в апреле 2011 года во Львове спецподразделение милиции «Сокол» освободило заложника, которого четверо ранее судимых преступников похитили с целью получения денежного выкупа[8]
- 16 октября 2013 года в Запорожье сотрудники милиции Днепропетровского отряда «Сокол» освободили заложника, похищенного накануне в Днепропетровске (за его освобождение бандиты требовали выкуп в размере 50 тыс. долларов США)[9]
- 20 октября 2013 года в аэропорту «Борисполь» сотрудники спецподразделения задержали криминального авторитета, известного под прозвищем «Анисим»[10]

После отстранения Януковича в феврале 2014 года, сотрудники спецподразделения «Сокол» оказались вовлечены в события политического кризиса на Украине 2014 года.
- как сообщил заместитель руководителя спецподразделения «Сокол» Александр Ершов на заседании временной следственной комиссии Верховной рады, ещё с 18 февраля 2014 года на территории Киева проводилась операция «Крепость», в соответствии с планом которой бойцы «Сокола» взяли под охрану здания МВД и Главного управления по борьбе с организованной преступностью. 20 февраля находились два снайпера спецгруппы быстрого реагирования ГУБОП «Сокол» находились в здании Кабинета министров Украины, но огонь по митингующим активистам Майдана они не вели[11]. 6 мая 2014 года Временная следственная комиссия Верховной Рады сообщила, что в результате расследования было установлено — ни один из автоматов, имеющихся у силовых ведомств не сходится с пулями, которыми были убиты как митингующие, так и милиция во время событий на Майдане Независимости[12]
- В ночь с 24 на 25 марта 2014 года в кафе «Три карася» недалеко от Ровно сотрудники ГУБОП и спецподразделения «Сокол» провели спецоперацию по задержанию и обезвреживанию членов ОПГ, в ходе которой были задержаны три бандита, ранен один сотрудник «Сокола»[13][14] и застрелен[15] (или застрелился) Александр Музычко[16][17].
- после того, как 31 марта 2014 года на улице Крещатик произошел конфликт между представителями «Правого сектора» и самообороны Майдана, в ходе которого были ранены три человека, спецподразделение «Сокол» принимало участие в оцеплении гостиницы «Днепр» (где находился штаб «Правого сектора») в ночь с 31 марта на 1 апреля 2014 года[18][19].
- 29 апреля 2014 года в Донецке вооруженные боевики разоружили пятерых бойцов запорожского УБОП «Сокол», которые обеспечивали охрану работников Генеральной прокуратуры Украины при проведении выемки документов в офисе банка «Укрбизнесбанк». У сотрудников «Сокола» отняли 5 автоматов Калашникова, 4 пистолета «Форт» и боеприпасы[20]
- в мае 2014 года сотрудники подразделений «Сокол» расположенных в Донецкой и Луганской области разделились. Некоторые сотрудники уехали в регионы находящиеся под контролем властей Украины. Оставшиеся в самопровозглашенных ДНР и ЛНР сотрудники спецподразделения «Сокол» продолжают выполнять свои функции под руководством министерств внутренних дел этих республик.
- 1 июля 2014 года пророссийские боевики штурмовали здании Донецкого областного УМВД, во время которого погиб майор «Сокола» Станислав Логвин[21].
- 23 февраля 2015 года трое сотрудников спецподразделения «Сокол» с работником ГАИ в Мариуполе на улице Пашковского остановили автомобиль «ДЭУ» для проверки, где оказались террористы, открывшие огонь. В результате боевого столкновения старший лейтенант Виталий Мандрик получил огнестрельное ранение в голову, от которого скончался, еще двое сотрудников были ранены. В автомобиле была найдена сумка со взрывчаткой[22].

4 февраля 2015 года заместитель министра внутренних дел Украины Эка Згуладзе объявила, что в ходе реформы МВД, на основе отрядов «Сокол» будет создан «новый универсальный спецназ», который будут обучать по образцу спецподразделений SWAT полиции США. 13 июня 2015 года Згуладзе представила прессе личный состав новой патрульной полиции Киева и сообщила, что на должности командиров батальонов новой службы назначены офицеры «Сокола».

## Техника, вооружение и снаряжение
В 2010—2014 годы на вооружении спецподразделения имелись пистолеты ПМ и «Форт», автоматические пистолеты АПС, автоматы АКМ, АК-74 и АКС-74У.
В начале 2011 года на вооружение спецподразделения «Сокол» поступили элементы снаряжения украинского производства: 12 электронно-оптических устройств «Мигдаль» (разработка научно-исследовательского института МВД Украины — подствольная видеокамера для установки на пистолет, блок управления на поясе и монокуляр) и стальные пуленепробиваемые щиты массой 35 килограмм.
В феврале 2011 года спецподразделению «Сокол» в Харьковской области подарили один БРДМ-2
В октябре 2011 года пресс-служба МВД Украины сообщила, что сотрудники спецподразделения «Сокол» вскоре будут вооружены новым оружием украинского производства
В 2013 году сотрудники отрядов «Сокол» получили новую износостойкую униформу украинского производства с «цифровым» рисунком (в виде множества мелких маскировочных прямоугольников).
В 2014 году сотрудники отрядов «Сокол» получили некоторое количество бронежилетов «Корсар-М3».
В распоряжении отрядов «Сокол» имеется автотранспорт (легковые автомашины и микроавтобусы).
В марте 2015 года отряду «Сокол» ГУ МВД Донецкой области передали один бронированный грузовик КрАЗ-260

## Аналоги
- Беларусь: СПБТ «Алмаз» МВД Республики Беларусь;
- Польша: антитеррористическое подразделение SPAP полиции Польши
- Россия: спецназ полиции СОБР;
- Сальвадор: отряд специального назначения GRP полиции Сальвадора;
- США: SWAT;
- Литва: ARAS («Antiteroristinių operacijų rinktinė») министерства внутренних дел Литвы